# Шан-Кая (Демерджі-яйла)
Шан-Кая — гора (найвища точка — 931 м) і скелі на південному сході платоподібного лісистого відрогу масиву Демерджі-яйла. Розташовані в 4 км від c. Генеральське (Алушта) АР Крим.
Координати:   44°46'12"N   34°27'6"E